# Inversie in het Nederlands
Dit artikel gaat specifiek over de inversie in het Nederlands, het verschijnsel waarbij de volgorde van woorden anders is dan gebruikelijk. 
In bevestigende hoofdzinnen komt bijna altijd de volgorde onderwerp-persoonsvorm, tenzij de zin met een ander zinsdeel begint; ook een stuk van een zinsdeel kan voorop staan. In vragende hoofdzinnen is zoals gezegd de VSO-volgorde normaal, maar de taalgebruiker heeft de vrijheid daarvan af te wijken. In bijzinnen staat de persoonsvorm doorgaans achteraan (dus achter het onderwerp zonder inversie). Uitzonderingen zijn bijzinnen beginnend met (ook) al of bij weglating van een beginnend hoewel/ofschoon.

## Bevestigende hoofdzinnen: bijna altijd inversie na vooropstelling
De "gewone" volgorde
- We troffen Wouter gisteren huilend op het plein aan.

verandert bijna altijd als er iets anders aan het begin van de zin staat; niet alleen bepalingen van plaats en tijd, maar van bijna álle bepalingen én voorwerpen:
- Gisteren troffen we Wouter huilend op het plein aan.
- Op het plein troffen we Wouter gisteren huilend aan.
- Wouter troffen we gisteren huilend op het plein aan. (lijdend voorwerp)
- Hem geef ik nooit meer een hand, dat beloof ik je! (meewerkend voorwerp)
- Dus/toch vind ik dit werk onder de maat. (voegwoordelijk bijwoord)
- Waarschijnlijk/Volgens mij klopt hier geen snars van. (modale bepaling)
- Niet is het ten laste gelegde aannemelijk gemaakt. (bijwoord; bijvoorbeeld juridisch taalgebruik)
- Wel is het ten laste gelegde aannemelijk gemaakt, maar...
- Kapot krijgen jullie me niet! (bepaling van gesteldheid)

Zinnen die ingeleid worden met een nevenschikkend voegwoord (minder geschikt voor zakelijke schrijftaal) behouden de normale volgorde:
- Maar ik heb helemaal geen centjes voor de begrafenis.
- En ik vrees dat je gelijk hebt.
- Dus ik houd nu op. / Dus houd ik nu op. (nevenschikkend voegwoord / voegwoordelijk bijwoord - allebei mogelijk bij dus)

### Uitzonderingen
Er zijn uitzonderingen. De voegwoordelijke bijwoorden immers en echter veroorzaken géén omkering wanneer ze voorop staan en gevolgd worden door een leespauze, in geschreven taal weergegeven door een komma.
Ook na andere bijwoorden zoals trouwens en gelukkig/helaas of na bijwoordelijke uitdrukkingen als hoe dan ook kan een leespauze met kommateken volgen waarbij de omkering verdwijnt.
Het woord dus kan, zoals boven reeds vermeld, zowel als voegwoordelijk bijwoord (inversie) als als nevenschikkend voegwoord (geen inversie) gebruikt worden.

### Deel van gezegde voorop
Ook delen van het gezegde kunnen voorop staan, en omkering veroorzaken:
- Gezégd heb ik niets.
- Praten kan hij als Brugman.
- Meewerken deed hij nauwelijks. (toegevoegd hulpwerkwoord)

Ook de persoonsvorm kan voorop komen te staan. Dit wordt vaak gedaan in moppen:
- Zegt de een tegen de ander: ...

### Foute inversie: tantebetjestijl
Beroemd of berucht is dit verschijnsel in de zogenaamde tantebetjezinnen.
- Wouter troffen we gisteren huilend op het plein aan en gaven we hem een kwartje.

Dit is een samengestelde zin die uit twee hoofdzinnen bestaat. De inversie in de eerste zin is correct, maar fout is de omkering in de tweede zin. Daar hoort Wouter immers niet bij: bij de tweede zin hoort hem. Juist is:
- Wouter troffen we gisteren huilend op het plein aan en we gaven hem een kwartje.

De naam is afkomstig van dichter en taalvorser Charivarius, die naar eigen zeggen een tante Betje had in wier brieven hij de fout veelvuldig aantrof.

### Uitroepen
Voorts komt inversie voor in uitroepen, vaak als uitdrukking van verbouwereerdheid of een andere emotie:
- Steekt-ie me daar pardoes de straat over!
- Beweren ze ook nog dat ik lieg!
- Wat ben je toch een onbenul!
- Laat ik nu de hoofdprijs gewonnen hebben!
- Ga ik naar buiten, vergeet ik (daar) mijn sleutel mee te nemen!

## Inversie in vraagzinnen
In vraagzinnen is Persoonsvorm-Onderwerp de normale volgorde, dus hier vindt omkering plaats, maar niet altijd. Er zijn twee soorten vraagzinnen:
- Voornaamwoordelijke vraagzinnen die beginnen met een W-woord (Wie, Wat, Waar, Waarom, Welk, Wanneer) of met Hoe:
  - Wanneer zagen jullie Wouter op het plein?
  - Hoe zag Wouter er toen uit?
- Werkwoordelijke vraagzinnen die beginnen met een persoonsvorm
  - Woont Wladimir nog steeds aan de gracht?
  - Heeft Wladimir nog lang aan de gracht gewoond?

### Vraagzinnen zonder inversie
Vraagzinnen kunnen echter ook worden gevormd als bevestigende zinnen.
- Voornaamwoordelijke vraagzinnen klinken in deze vorm voor sommige taalgebruikers gekunsteld, voor andere niet — een kwestie van idiolect:
  - Jullie hebben hem wánneer gezien?
- In werkwoordelijke vraagzinnen is de volgorde Onderwerp-Persoonsvorm niet ongebruikelijk, bijvoorbeeld om een conclusie bevestigd te zien, of ook in emotionele zinnen. Het antwoord ligt eigenlijk al in de vraag besloten:
  - Vladimir woont nog steeds aan de gracht? (vraagt naar conclusie, of is constaterend)
  - Grootvader is van de trap gevallen?! (verbazing of schrik)
  - Je hebt hem in elkáár geslagen? (verontwaardiging)

In de schrijftaal blijkt het vragende karakter van de zin uit het vraagteken, in de spreektaal uit de zinsmelodie.

## Bijzinnen
In afhankelijke bijzinnen gebeurt iets heel anders: vaak staat de persoonsvorm achteraan en zit er heel wat ruimte tussen onderwerp en persoonsvorm. Dit is weliswaar een volgordekwestie, maar van heel andere aard dan inversie.
- Ik begrijp nog steeds niet waarom hij gisteren zoveel haast had.

Toch kan ook hier de persoonsvorm aan het onderwerp voorafgaan. Dit gebeurt na al of ook al en na hoe/wie/wat/... ook:
- (Ook) al schreeuw je nog zo hard, niemand zal je horen.
- Hoe hard je ook schreeuwt, niemand zal je horen.
- Wie het ook gedaan heeft, ik denk niet dat de dader vooraf de intentie had om haar te vermoorden.

en in toegevende bijzinnen ("hoewel-zinnen") alsook voorwaardelijke bijzinnen ("indien-zinnen") waaruit het voegwoord is weggelaten. In de volgende zinnen ontbreekt hoewel/ofschoon, als of een dergelijk voegwoord:
- Was hij aanvankelijk nog geneigd voor te stemmen, hij veranderde al spoedig van gedachten. ("Hoewel hij...")
- Zwom kleine Erik dat het een lieve lust was, Klaartje kwam proestend en half huilend weer aan de kant. ("Terwijl kleine Erik...")
- Ben ik de enige, dan ga ik niet. ("Als ik...")